# 金華街

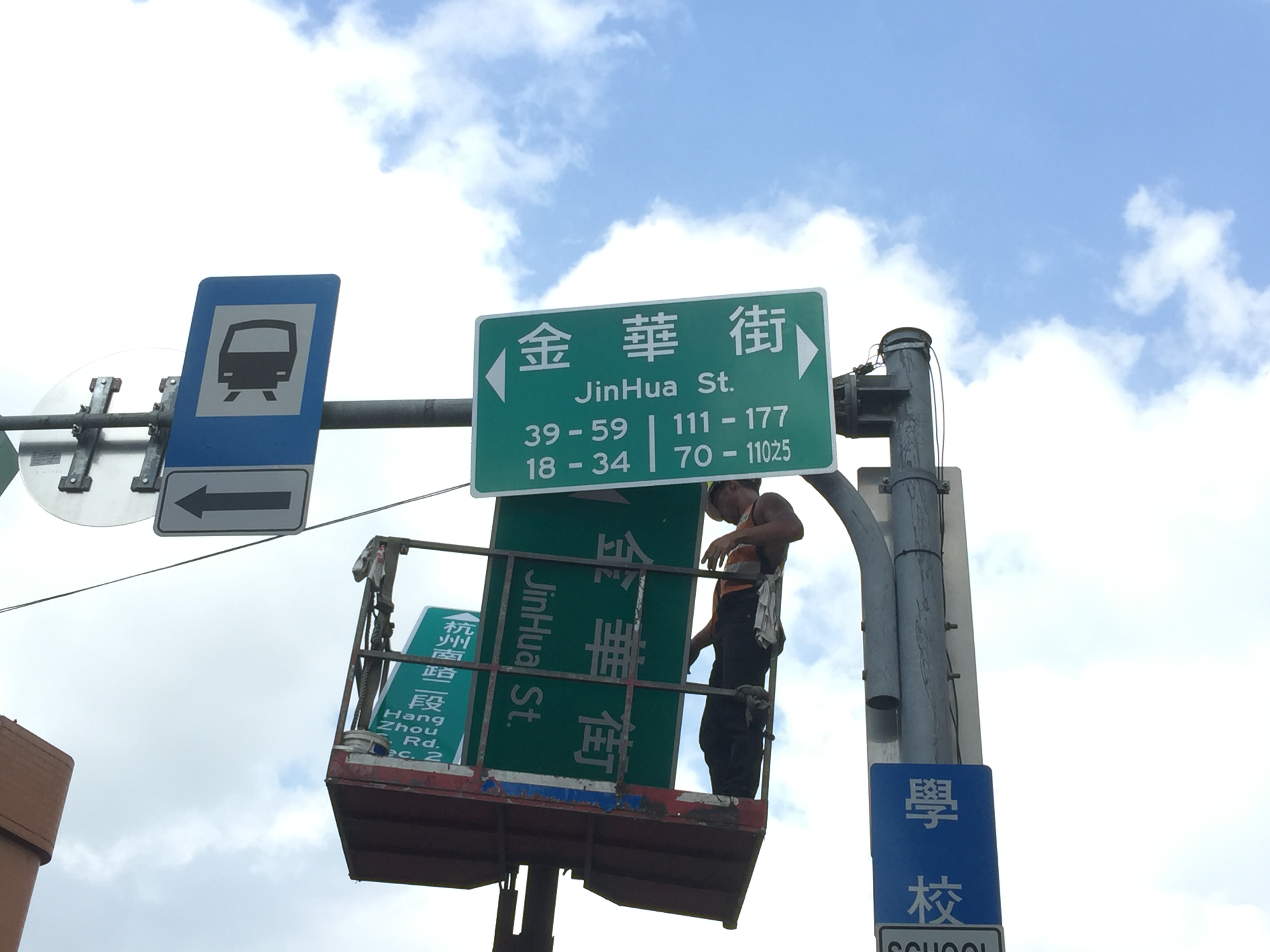
金華街路牌

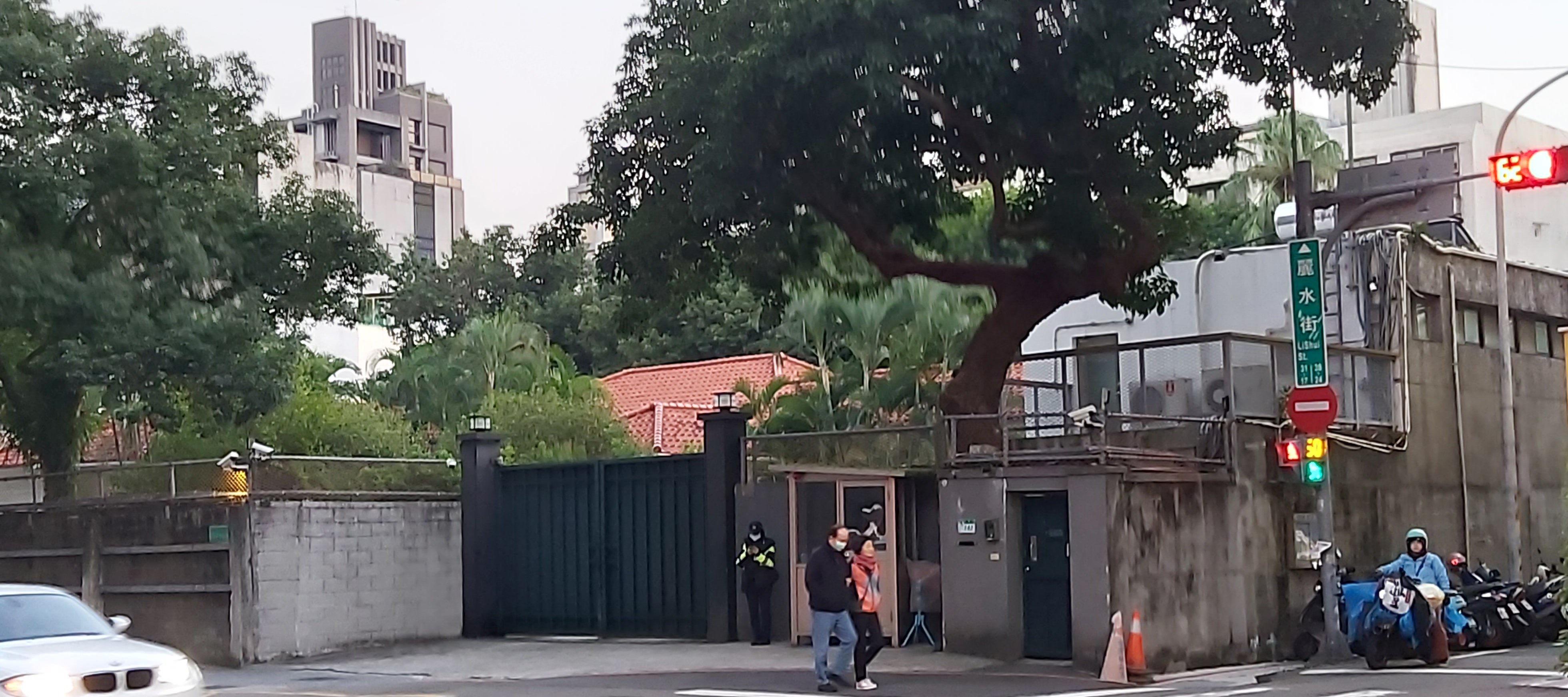
金華官邸，攝於2024年元月。

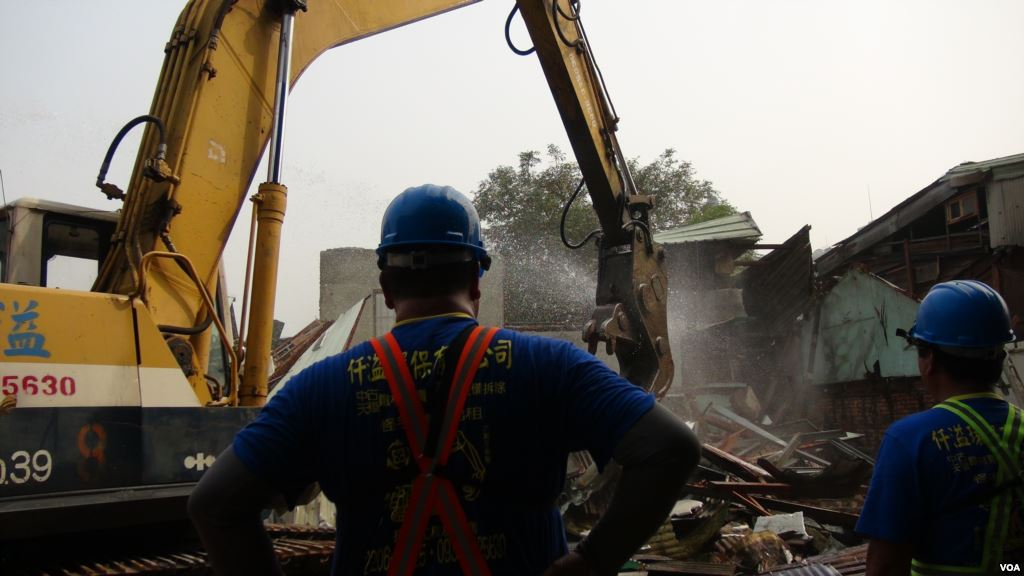
金華街被強制拆遷

金華街，是台湾台北市大安區的一條街道，介於羅斯福路與新生南路之間。

## 沿革
金華街在日治時代為福住町（北側）與錦町（南側）之界線，沿街於日治時代為日本公務員之官舍，現仍留存部份日式建築。目前部分作為中華民國政府公務員之官舍，例如位於麗水街與金華街交叉口之官舍曾有彭孟緝、陳履安及陳水扁政府後歷任行政院院長游錫堃、蘇貞昌等人居住過，部分則拆除改建為郵政與電信人員之集合式宿舍。2015年配合行政院推動社會企業行動方案，改建成為社企聚落。2017年社企聚落轉移至仁愛路空軍總司令部舊址更名社會創新實驗中心，再度收回做為行政院院長官邸。

## 沿線設施（由西至東）
- 台北捷運中正紀念堂站3號出口
- 臺北市立中正國民中學（正門位於愛國東路158號）
- 河北京津同鄉會( 59號 )
- 國立清華大學月涵堂（110號）
- 中華電信工會（138號）
- 行政院院長官邸（142號）
- 國立政治大學公共行政及企業管理教育中心（187號）
- 淡江大學台北校園（199巷5號）
- 金華公園
- 臺北市立金華國民中學（正門位於新生南路二段32號）
- 臺北市大安區新生國民小學（正門位於新生南路二段36號）